# Pogezania

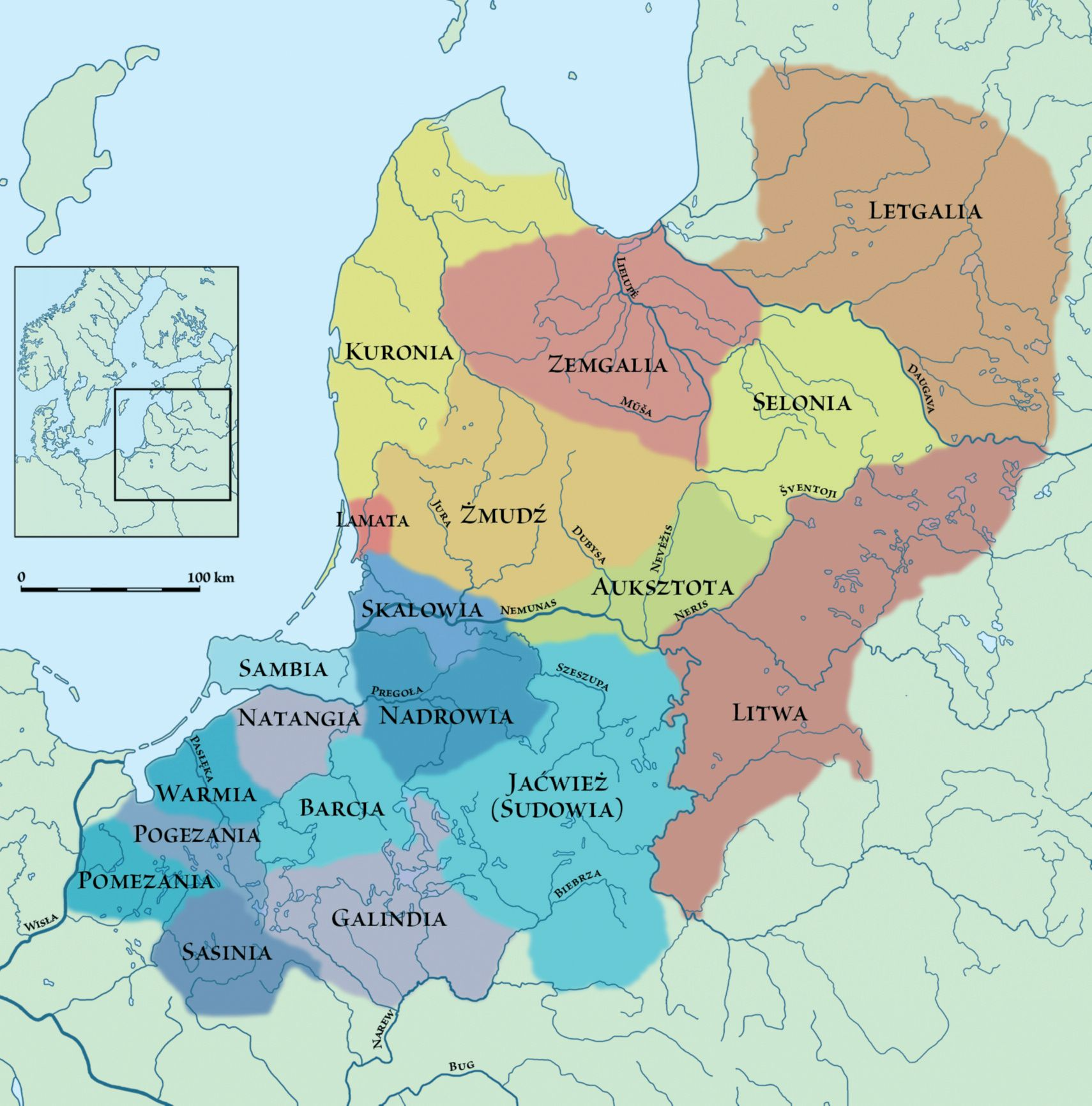
Pogezania na mapie plemion bałtyjskie około 1200 roku

Pogezania na mapie Prus.

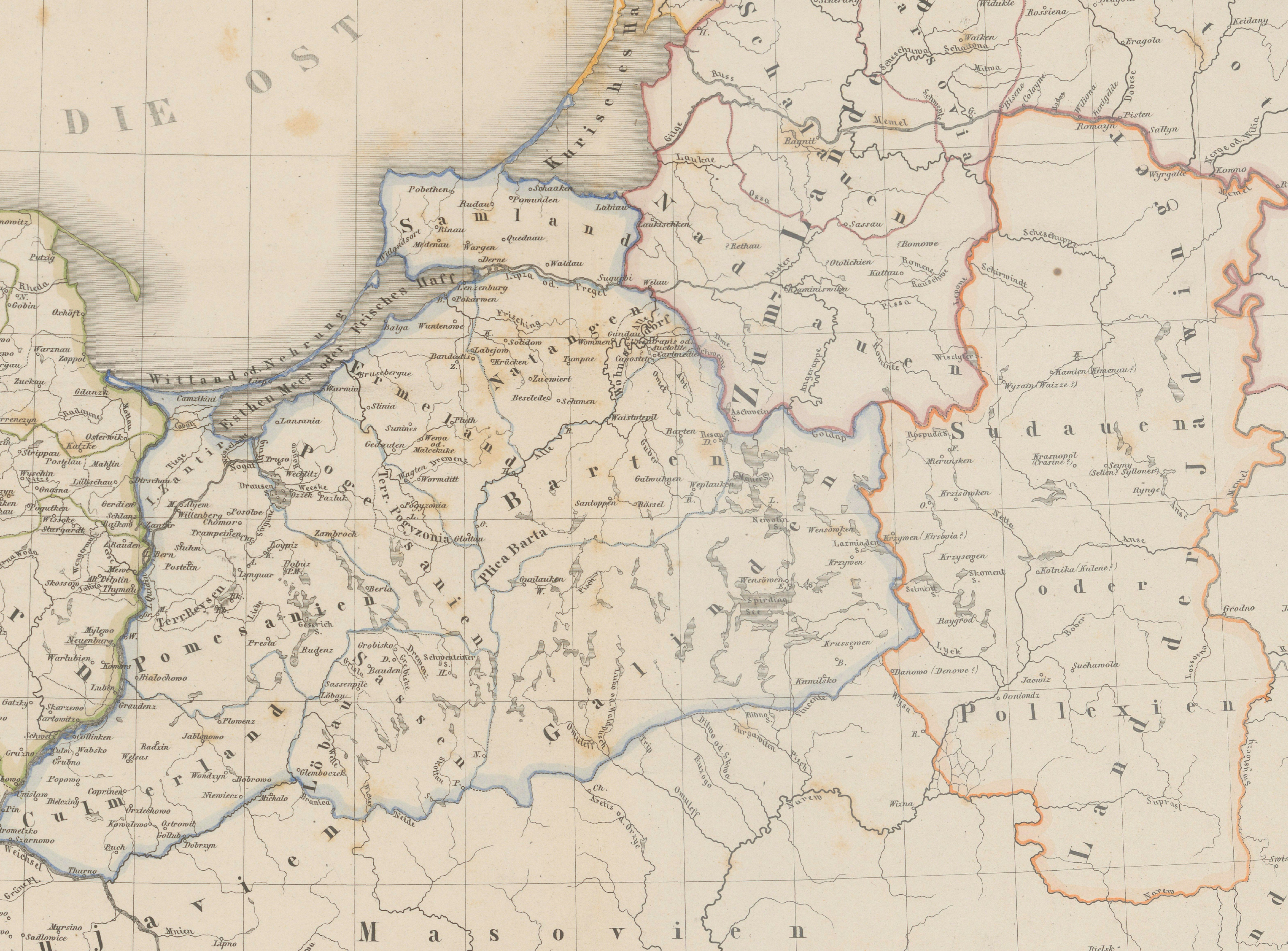
Prusy plemienne według Maxa Toeppena, 1858

Pogezania (niem. Pogesanien, prus. *Pagude) – dawne terytorium plemienne w historycznych Prusach. Większość terytorium Pogezanii, która stała się częścią Prus Górnych w Prusach Książęcych, znana jest jako Hockerlandia. W Prusach Królewskich znalazły się natomiast: północny fragment Pogezanii z miastami: Elbląg i Tolkmicko, stanowiący część historycznej ziemi malborskiej (obejmującej terytorium województwa malborskiego I Rzeczypospolitej), zaś etnokulturowo należący do Powiśla, a także ziemia Gudikus z miastami Orneta i Dobre Miasto, która przynależy zarówno historycznie jak i etnokulturowo do Warmii.

## Etymologia
Nazwę Pogezania wywodzi się od zrekonstruowanego pruskiego słowa *Pagude, oznaczającego "kraj krzewów".
Nazwa całej krainy pochodzi od nazwy głównej włości Pogyzan, która znajdowała się prawdopodobnie w okolicach Miłakowa.

## Hockerlandia

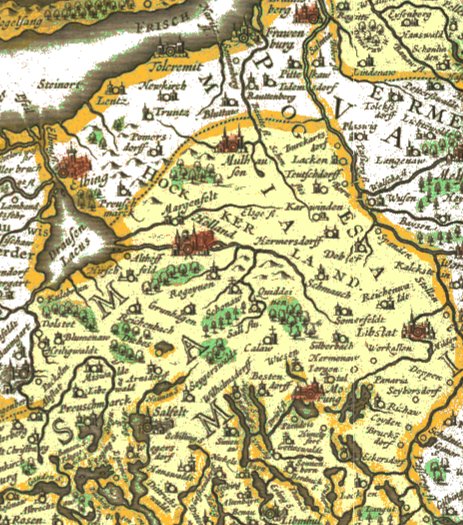
Hockerlandia i Pogezania na mapie Prus z 1576

Od średniowiecza Pogezanię określano nazwą Hockerlandia (Hockerland, Hoggerland, dosł. "garbata kraina"), która pojawiała się na mapach przed XIX wiekiem na określenie całych Prus Górnych. Nazwa ta początkowo obejmowała tylko rejony Młynar, Pasłęka, Miłakowa i Morąga i nawiązywała do pagórkowatego ("garbatego") charakteru tych okolic. 
Max Toeppen cytuje XVI-wieczne źródło łacińskie, które wyjaśnia, że niemieccy osadnicy określali Pogezanię nazwą Hockerlandia (Hoggerlandia), która znaczy "wysoczyzna" (łac. excelsa terra).
W XVI wieku kronikarz Szymon Grunau wywiódł nazwę Hockerlandia od wymyślonego przez siebie pruskiego naczelnika Hoggo, jednego z synów legendarnego Wajdewuta i ojca mitycznej księżniczki Pogezanii. Od Hoggo miała pochodzić nazwa krainy. Jednak już historyk Adolf Bötticher, od 1891 roku konserwator zabytków prowincji Prusy Wschodnie, wykazał, że nazwa Hockerland pochodzi od staroniemieckiego słowa hocker, höcker (pagórek, garb, wyniesienie w terenie), a nie od fikcyjnego Hoggo. 
Z podobnych przyczyn w XIX wieku na Prusy Górne używano czasem nazwy die Höhe (pol. Pogórze, Wysoczyzna), obok utrwalonego później Oberland (pol. Kraj Górny).

## Położenie
Pogezania sąsiadowała z Pomezanią, Sasinią, Galindią, Barcją, Warmią i Pomorzem Gdańskim. Region ten rozciągał się od rzeki Nogat aż do Łyny i był oddzielony na wschodzie od Pomezanii m.in. jeziorami Piniewo i Sambród oraz położonym na wschód od nich i na południe od wsi Sambród zwartym kompleksem leśnym. Obecnie region ten znajduje się w całości na terenie województwa warmińsko-mazurskiego.

## Historia
W V–IX wieku tereny te zasiedlili Prusowie. W VIII w. duńscy wikingowie stworzyli tu emporium handlowe – Truso. W XII i XIII wieku w Pogezanii istniały ziemie (okręgi, włości): Pogyzan (okolice Miłakowa), Glottowia (późniejsze Dobre Miasto), Zambroch (późniejsze Zalewo), Passaluc (późniejszy Pasłęk), Drusen (okolice jeziora Druzno), Wurmedyten (późniejsza Orneta) i Gudikus (obszar na zachód od dzisiejszego Olsztyna z ośrodkiem we wsi Godki). 
W trakcie podbojów Prus przez Zakon Krzyżacki, Pogezanie stawiali zacięty opór. W 1239 r. zostali podbici w trakcie wyprawy z udziałem księcia Ottona z Brunszwiku. Pogezanie brali udział w obu wielkich powstaniach pruskich oraz w powstaniu w 1278 roku, po którym przestali istnieć w wyniku represji krzyżackich, kiedy to plemię z wyjątkiem nielicznych, którzy schronili się na Litwie w okolicach zamku Grodno, zostało wybite lub wzięte do niewoli. Po zdławieniu wielkiego powstania Prusów (1260-1276) obszar Pogezanii stał się miejscem ożywionej działalności kolonizacyjnej zakonu, w wyniku której jego większość znalazła się w obrębie komturii elbląskiej, z wyjątkiem ziemi Gudikus, która weszła w skład biskupiej Warmii. 

## Miasta
Na terenie dawnej Pogezanii leży współcześnie 8 miast, z których:
- dwa leżą na ziemiach Glottowia i Wurmedyten, które weszły w skład biskupiej Warmii; dodatkowo na ziemię Gudikus częściowo rozciągają się niektóre dzielnice współczesnego Olsztyna

| Lp. | Miasto       | Populacja | Powierzchnia |
| --- | ------------ | --------- | ------------ |
| 1.  | Dobre Miasto | 10 239    | 4,86 km²     |
| 2.  | Orneta       | 8924      | 9,63 km²     |

- cztery leżą w Hockerlandii, która weszła w skład Prus Górnych:

| Lp. | Miasto   | Populacja | Powierzchnia |
| --- | -------- | --------- | ------------ |
| 1.  | Morąg    | 14 042    | 6,11 km²     |
| 2.  | Pasłęk   | 12 298    | 10,63 km²    |
| 3.  | Miłakowo | 2609      | 8,76 km²     |
| 4.  | Młynary  | 1792      | 2,76 km²     |

- dwa leżą na ziemi malborskiej, która weszła w skład Prus Królewskich:

| Lp. | Miasto    | Populacja | Powierzchnia |
| --- | --------- | --------- | ------------ |
| 1.  | Elbląg    | 117 952   | 79,82 km²    |
| 2.  | Tolkmicko | 2731      | 2,29 km²     |